# تاكيشي فوغيوارا
تاكيشي فوغيوارا (بالإسبانية: Takeshi Fujiwara)‏ هو عداء سريع سلفادوري، ولد في 5 أغسطس 1985 في سان سلفادور في السلفادور.

## وصلات خارجية
- تاكيشي فوغيوارا على موقع الاتحاد الدولي لألعاب القوى (الإنجليزية)
- تاكيشي فوغيوارا على موقع أوليمبيديا (الإنجليزية)